# Даррем Чарльз
Даррем Чарльз — (англ. Darrem Charles, нар. 22 липня 1969 Аруку, Тринідад, Тринідад і Тобаго) — професійний бодібілдер з Тринідаду і Тобаго. Переможець змагання Нью-Йорк Про 2005.

## Біографія
Даррем Чарльз народився 22 липня 1969 в м. Аруку, Тринідад і Тобаго. Все почалося в далекому дитинстві, коли хлопчик помітив, як «чуйне» його м'язи реагують на будь-які силові тренування. Взявши участь в декількох любительських змаганнях в 80-х роках, вже на початку 90-х Чарльз отримав статус професіонала IFBB. Першим змаганням для культуриста став Аматорський Чемпіонат Світу IFBB 1989 року, де він зайняв 5-е місце. А в 1992 році Чарльз вже брав участь в Ночі Чемпіонів 1992 (11-е місце).
Чарльз — неодноразовий переможець турнірів Атлантик-Сіті Про, Торонто / Монреаль Про, хоча найважливішою перемогою він вважає 1-е місце на Європа Супер Шоу -2002. А ось титул Містер Олімпія Даррену, так і не підкорився. Втім, в одному зі своїх інтерв'ю спортсмен заявив, що знаходиться в прекрасній формі і готовий поборотися за титул. Незважаючи на невдачу в Орландо Про Шоу -2009 (3-е місце), Чарльз перебуває в оптимістичному стані. За його словами, у нього були всі шанси на перемогу, але травми отримані за попередні роки (особливо 2007 і 2008), завадили в достатній мірі натренувати ноги. На Містер Олімпія спортсмен обіцяє показати «абсолютно нового Даррема». На Орландо Про Шоу ви побачили тільки верхівку айсберга, — повідомляє він в інтерв'ю.
Незважаючи на майже 20-річну кар'єру, Чарльз не збирається залишати змагання. Принаймні, у найближчі п'ять років. Спортсмен вважає, що ледве досяг розквіту фізичної форми і здібностей. Бодібілдинг для Даррема — більше, ніж захоплення, це сенс його життя. І його головна життєва мета — зробити все можливе для досягнення досконалості.

## Особисте життя
Зараз Чарльз живе в Бока Ратон (Флорида). Спортсмен взяв участь в зйомках п'ятого диска серіалу «Титани» і пообіцяв ще багато DVD з його участю, перший з яких вирішив назвати «Мистецтво Позувати».

## Цікаві факти
- Даррен Чарльз відомий своєю карколомною чарівністю, яка, подейкують, іноді працює проти нього через досить агресивні взаємини між культуристами. До слова сказати, періодично створюється враження, що судді схвалюють подібну атмосферу змагань. Однак чарівність Чарльза ще не означає м'якотілості, спортсмен сповнений змагального духу і на 100% викладається як на тренуваннях, так і на чемпіонатах.

## Антропометричні дані
- Зріст — 175 см
- Вага — 107 кг
- Руки — 56 см

## Досягнення
- Арнольд Класік 2013 9
- Містер Олімпія 2012 7
- Флорида Про Мастерз 2011 6 в категорії Майстри 40+
- Європа Битва чемпіонів 2010 9
- Тампа Бей Про 2010 10
- Сакраменто-Про 2009 8
- Містер Олімпія 2009 16
- Нью-Йорк Про 2009 7
- Орландо Про, Шоу чемпіонів 2009 3
- Містер Олімпія 2008 11
- Атлантик-Сіті Про 2008 3
- Атлантик-Сіті Про 2008 1 в категорії Майстри 40+
- Європа Супершоу 2008 6
- Тампа Бей Про 2008 4
- Х'юстон Про 2008 6
- Містер Олімпія 2007 12
- Атлантик-Сіті Про 2007 2
- Торонто / Монреаль Про 2007 1
- Колорадо Про 2007 2
- Про 2007 6
- Містер Олімпія 2006 14